# Eupygoplus
Genre
Eupygoplus est un genre d'opilions laniatores de la famille des Assamiidae.

## Distribution
Les espèces de ce genre se rencontrent en Inde, au Bangladesh et en Birmanie.

## Liste des espèces
Selon World Catalogue of Opiliones (09/06/2021) :
- Eupygoplus armatus Roewer, 1915
- Eupygoplus birmanicus Roewer, 1935
- Eupygoplus gracilis Roewer, 1927

## Publication originale
- Roewer, 1915 : « 106 neue Opilioniden. » Archiv für Naturgeschichte, vol. 81, no 3, p. 1–152 (texte intégral).